# Buje (Slovenia)
Buje (in italiano anche Buie del Timavo, desueto) è un centro abitato della Slovenia, frazione del comune di San Pietro del Carso. Si trova nella valle del fiume Reka, tra i corsi dei torrenti Rimača e Žermejnica. Nelle vicinanze scorre la linea ferroviaria Pivka-Divača. Ai margini del paese sorge la chiesa di S. Floriano.

## Storia

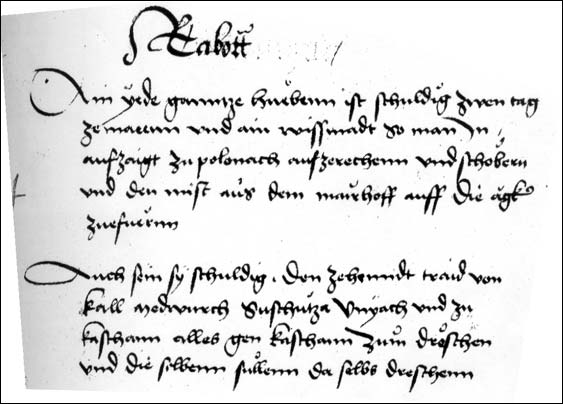
Catasto di Senosecchia

Il villaggio è menzionato per la prima volta nel catasto medievale di Senosecchia nel 1460. Una seconda volta nel 1498 nel catasto di Postumia. In quel periodo era ufficialmente chiamato Vuyach o Wuiach.
A Buje sorge una chiesa dedicata a San Floriano, patrono dei vigili del fuoco.  La pietra di consacrazione reca l'anno 1670, ma sul portale è inciso l'anno 1705, che ricorda il restauro dell'altare e del portale; la chiesa è stata ristrutturata nel 2005.